# Liste der Nummer-eins-Hits in Australien (2008)
Diese Liste enthält alle Nummer-eins-Hits in Australien im Jahr 2008. Grundlage sind die Top 50 der australischen Charts der ARIA. Es gab in diesem Jahr 15 Nummer-eins-Singles und 23 Nummer-eins-Alben.

## Singles
| ← 2007 ← | Liste der Nummer-eins-Hits in Australien | Liste der Nummer-eins-Hits in Australien    | Liste der Nummer-eins-Hits in Australien | 2009 →                    |
| \| Zeitraum \| Wo. ges. \| Interpret \| Titel Autor(en) \| Zusätzliche Informationen \| \| (Zeitraum, Wochen auf Platz eins, Interpret, Titel, Autor[en], zusätzliche Informationen) \| \| \| \| \| \| ----------------------------------------------------------------------------------------- \| -------- \| ------------------------------------------- \| ------------------------------------------------------------------------------------------------------------------------------------------------------------------------------- \| ------------------------- \| \| 26. November 2007 – 20. Januar 2008 8 Wochen \| 8 \| Timbaland presents OneRepublic \| Apologize Ryan B. Tedder \| – \| \| 21. Januar 2008 – 17. Februar 2008 4 Wochen (insgesamt 5) \| 5 \| Leona Lewis \| Bleeding Love Ryan B. Tedder, Jesse McCartney \| – \| \| 18. Februar 2008 – 24. Februar 2008 1 Woche (insgesamt 4) \| 4 \| Rihanna \| Don’t Stop the Music Michael J. Jackson, Frankie Storm, Tor Erik Hermansen, Mikkel Storleer Eriksen \| – \| \| 25. Februar 2008 – 2. März 2008 1 Woche (insgesamt 5) \| 5 \| Leona Lewis \| Bleeding Love Ryan B. Tedder, Jesse McCartney \| – \| \| 3. März 2008 – 23. März 2008 3 Wochen (insgesamt 4) \| 4 \| Rihanna \| Don’t Stop the Music Michael J. Jackson, Frankie Storm, Tor Erik Hermansen, Mikkel Storleer Eriksen \| – \| \| 24. März 2008 – 6. April 2008 2 Wochen (insgesamt 3) \| 3 \| Flo Rida feat. T-Pain \| Low Tramar Dillard, Montay Desmond Humphrey, Faheem Najm, Korey Roberson, Howard M. Simmons \| – \| \| 7. April 2008 – 13. April 2008 1 Woche \| 1 \| Colbie Caillat \| Bubbly Colbie Marie Caillat, Jason Bradford Reeves \| – \| \| 14. April 2008 – 20. April 2008 1 Woche (insgesamt 5) \| 5 \| Gabriella Cilmi \| Sweet About Me Miranda Eleanor de Fonbrune Cooper, Timothy Elliott Larcombe, Timothy Martin Powell, Gabriella Lucia Cilmi, Brian Thomas Higgins, Nicholas John Sutherland Coler \| – \| \| 21. April 2008 – 27. April 2008 1 Woche (insgesamt 3) \| 3 \| Flo Rida feat. T-Pain \| Low Tramar Dillard, Montay Desmond Humphrey, Faheem Najm, Korey Roberson, Howard M. Simmons \| – \| \| 28. April 2008 – 18. Mai 2008 3 Wochen \| 3 \| Madonna feat. Justin Timberlake & Timbaland \| 4 Minutes Floyd Nathaniel Hills, Madonna Louise Ciccone, Timothy Z. Mosley, Justin R. Timberlake \| – \| \| 19. Mai 2008 – 15. Juni 2008 4 Wochen (insgesamt 5) \| 5 \| Gabriella Cilmi \| Sweet About Me Miranda Eleanor de Fonbrune Cooper, Timothy Elliott Larcombe, Timothy Martin Powell, Gabriella Lucia Cilmi, Brian Thomas Higgins, Nicholas John Sutherland Coler \| – \| \| 16. Juni 2008 – 13. Juli 2008 4 Wochen \| 4 \| Jordin Sparks feat. Chris Brown \| No Air James Edward Fauntleroy II, Harvey Jay Mason, Steven L. Russell, Damon E. Thomas, Erik Griggs \| – \| \| 13. Juli 2008 – 24. August 2008 7 Wochen \| 7 \| Katy Perry \| I Kissed a Girl Max Martin, Lukasz Gottwald, Katy Perry, Cathy Dennis \| – \| \| 25. August 2008 – 14. September 2008 3 Wochen \| 3 \| Kid Rock \| All Summer Long Edward C. King, Gary Robert Rossington, Ronnie Van Zant, Warren William Zevon, Robert T. Wachtel, Matthew L. Shafer, Robert J. Ritchie, Leroy P. Marinell \| – \| \| 15. September 2008 – 21. September 2008 1 Woche \| 1 \| Lady Gaga feat. Colby O’Donis \| Just Dance Stefani Germanotta, Aliaune Thiam, Nadir Khayat \| – \| \| 22. September 2008 – 19. Oktober 2008 4 Wochen \| 4 \| Pink \| So What Alecia B. Moore, Max Martin, Johan Karl Schuster \| – \| \| 20. Oktober 2008 – 16. November 2008 4 Wochen \| 4 \| Kings of Leon \| Sex on Fire Anthony Caleb Followill, Ivan Nathaniel Followill, Michael Jared Followill, Cameron Matthew Followill \| – \| \| 17. November 2008 – 14. Dezember 2008 4 Wochen (insgesamt 8) \| 8 \| Lady Gaga \| Poker Face Stefani Germanotta, Nadir Khayat \| – \| \| 15. Dezember 2008 – 21. Dezember 2008 1 Woche \| 1 \| Wes Carr \| You Adam Stuart Argyle, T. Jay \| – \| \| 22. Dezember 2008 – 18. Januar 2009 4 Wochen (insgesamt 8) \| 8 \| Lady Gaga \| Poker Face Stefani Germanotta, Nadir Khayat \| – \| |                                          |                                             | |                           |
| ← 2007 |                                          |                                             | | → 2009 →                  |
| Zeitraum | Wo. ges.                                 | Interpret                                   | Titel Autor(en) | Zusätzliche Informationen |
| (Zeitraum, Wochen auf Platz eins, Interpret, Titel, Autor[en], zusätzliche Informationen) |                                          |                                             | |                           |
| 26. November 2007 – 20. Januar 2008 8 Wochen | 8                                        | Timbaland presents OneRepublic              | Apologize Ryan B. Tedder | –                         |
| 21. Januar 2008 – 17. Februar 2008 4 Wochen (insgesamt 5) | 5                                        | Leona Lewis                                 | Bleeding Love Ryan B. Tedder, Jesse McCartney | –                         |
| 18. Februar 2008 – 24. Februar 2008 1 Woche (insgesamt 4) | 4                                        | Rihanna                                     | Don’t Stop the Music Michael J. Jackson, Frankie Storm, Tor Erik Hermansen, Mikkel Storleer Eriksen                                                                             | –                         |
| 25. Februar 2008 – 2. März 2008 1 Woche (insgesamt 5) | 5                                        | Leona Lewis                                 | Bleeding Love Ryan B. Tedder, Jesse McCartney | –                         |
| 3. März 2008 – 23. März 2008 3 Wochen (insgesamt 4) | 4                                        | Rihanna                                     | Don’t Stop the Music Michael J. Jackson, Frankie Storm, Tor Erik Hermansen, Mikkel Storleer Eriksen                                                                             | –                         |
| 24. März 2008 – 6. April 2008 2 Wochen (insgesamt 3) | 3                                        | Flo Rida feat. T-Pain                       | Low Tramar Dillard, Montay Desmond Humphrey, Faheem Najm, Korey Roberson, Howard M. Simmons                                                                                     | –                         |
| 7. April 2008 – 13. April 2008 1 Woche | 1                                        | Colbie Caillat                              | Bubbly Colbie Marie Caillat, Jason Bradford Reeves | –                         |
| 14. April 2008 – 20. April 2008 1 Woche (insgesamt 5) | 5                                        | Gabriella Cilmi                             | Sweet About Me Miranda Eleanor de Fonbrune Cooper, Timothy Elliott Larcombe, Timothy Martin Powell, Gabriella Lucia Cilmi, Brian Thomas Higgins, Nicholas John Sutherland Coler | –                         |
| 21. April 2008 – 27. April 2008 1 Woche (insgesamt 3) | 3                                        | Flo Rida feat. T-Pain                       | Low Tramar Dillard, Montay Desmond Humphrey, Faheem Najm, Korey Roberson, Howard M. Simmons                                                                                     | –                         |
| 28. April 2008 – 18. Mai 2008 3 Wochen | 3                                        | Madonna feat. Justin Timberlake & Timbaland | 4 Minutes Floyd Nathaniel Hills, Madonna Louise Ciccone, Timothy Z. Mosley, Justin R. Timberlake                                                                                | –                         |
| 19. Mai 2008 – 15. Juni 2008 4 Wochen (insgesamt 5) | 5                                        | Gabriella Cilmi                             | Sweet About Me Miranda Eleanor de Fonbrune Cooper, Timothy Elliott Larcombe, Timothy Martin Powell, Gabriella Lucia Cilmi, Brian Thomas Higgins, Nicholas John Sutherland Coler | –                         |
| 16. Juni 2008 – 13. Juli 2008 4 Wochen | 4                                        | Jordin Sparks feat. Chris Brown             | No Air James Edward Fauntleroy II, Harvey Jay Mason, Steven L. Russell, Damon E. Thomas, Erik Griggs                                                                            | –                         |
| 13. Juli 2008 – 24. August 2008 7 Wochen | 7                                        | Katy Perry                                  | I Kissed a Girl Max Martin, Lukasz Gottwald, Katy Perry, Cathy Dennis | –                         |
| 25. August 2008 – 14. September 2008 3 Wochen | 3                                        | Kid Rock                                    | All Summer Long Edward C. King, Gary Robert Rossington, Ronnie Van Zant, Warren William Zevon, Robert T. Wachtel, Matthew L. Shafer, Robert J. Ritchie, Leroy P. Marinell       | –                         |
| 15. September 2008 – 21. September 2008 1 Woche | 1                                        | Lady Gaga feat. Colby O’Donis               | Just Dance Stefani Germanotta, Aliaune Thiam, Nadir Khayat | –                         |
| 22. September 2008 – 19. Oktober 2008 4 Wochen | 4                                        | Pink                                        | So What Alecia B. Moore, Max Martin, Johan Karl Schuster | –                         |
| 20. Oktober 2008 – 16. November 2008 4 Wochen | 4                                        | Kings of Leon                               | Sex on Fire Anthony Caleb Followill, Ivan Nathaniel Followill, Michael Jared Followill, Cameron Matthew Followill                                                               | –                         |
| 17. November 2008 – 14. Dezember 2008 4 Wochen (insgesamt 8) | 8                                        | Lady Gaga                                   | Poker Face Stefani Germanotta, Nadir Khayat | –                         |
| 15. Dezember 2008 – 21. Dezember 2008 1 Woche | 1                                        | Wes Carr                                    | You Adam Stuart Argyle, T. Jay | –                         |
| 22. Dezember 2008 – 18. Januar 2009 4 Wochen (insgesamt 8) | 8                                        | Lady Gaga                                   | Poker Face Stefani Germanotta, Nadir Khayat | –                         |

## Alben
| ← 2007 ← | Liste der Nummer-eins-Hits in Australien | Liste der Nummer-eins-Hits in Australien | Liste der Nummer-eins-Hits in Australien                    | 2009 →                    |
| \| Zeitraum \| Wo. ges. \| Interpret \| Titel \| Zusätzliche Informationen \| \| (Zeitraum, Wochen auf Platz eins, Interpret, Titel, zusätzliche Informationen) \| \| \| \| \| \| ------------------------------------------------------------------------------ \| -------- \| -------------------------------- \| ----------------------------------------------------------- \| ------------------------- \| \| 31. Dezember 2007 – 3. Februar 2008 5 Wochen \| 5 \| Timbaland \| Shock Value \| – \| \| 4. Februar 2008 – 10. Februar 2008 1 Woche \| 1 \| Leona Lewis \| Spirit \| – \| \| 11. Februar 2008 – 16. März 2008 5 Wochen (insgesamt 6) \| 6 \| Jack Johnson \| Sleep Through the Static \| – \| \| 17. März 2008 – 23. März 2008 1 Woche \| 1 \| Gyroscope \| Breed Obsession \| – \| \| 24. März 2008 – 30. März 2008 1 Woche (insgesamt 6) \| 6 \| Jack Johnson \| Sleep Through the Static \| – \| \| 31. März 2008 – 6. April 2008 1 Woche \| 1 \| Cut Copy \| In Ghost Colours \| – \| \| 7. April 2008 – 13. April 2008 1 Woche \| 1 \| Panic! at the Disco \| Pretty. Odd. \| – \| \| 14. April 2008 – 20. April 2008 1 Woche \| 1 \| k.d. lang \| Watershed \| – \| \| 21. April 2008 – 27. April 2008 1 Woche \| 1 \| The Presets \| Apocalypso \| – \| \| 28. April 2008 – 4. Mai 2008 1 Woche \| 1 \| Kasey Chambers & Shane Nicholson \| Rattlin’ Bones \| – \| \| 5. Mai 2008 – 11. Mai 2008 1 Woche \| 1 \| Madonna \| Hard Candy \| – \| \| 12. Mai 2008 – 25. Mai 2008 2 Wochen \| 2 \| André Rieu & Mirusia \| Waltzing Matilda \| – \| \| 26. Mai 2008 – 1. Juni 2008 1 Woche \| 1 \| Pete Murray \| Summer at Eureka \| – \| \| 2. Juni 2008 – 15. Juni 2008 2 Wochen \| 2 \| Usher \| Here I Stand \| – \| \| 16. Juni 2008 – 22. Juni 2008 1 Woche \| 1 \| Disturbed \| Indestructible \| – \| \| 23. Juni 2008 – 20. Juli 2008 4 Wochen \| 4 \| Coldplay \| Viva la Vida or Death and All His Friends \| – \| \| 21. Juli 2008 – 24. August 2008 5 Wochen \| 5 \| Cast of Mamma Mia! \| Mamma Mia! The Movie Soundtrack Featuring the Songs of ABBA \| – \| \| 25. August 2008 – 31. August 2008 1 Woche \| 1 \| Sneaky Sound System \| 2 \| – \| \| 1. September 2008 – 14. September 2008 2 Wochen \| 2 \| Slipknot \| All Hope Is Gone \| – \| \| 15. September 2008 – 21. September 2008 1 Woche \| 1 \| Miley Cyrus \| Breakout \| – \| \| 22. September 2008 – 28. September 2008 1 Woche \| 1 \| Metallica \| Death Magnetic \| – \| \| 29. September 2008 – 26. Oktober 2008 4 Wochen (insgesamt 14) \| 14 \| Kings of Leon \| Only by the Night \| – \| \| 27. Oktober 2008 – 2. November 2008 1 Woche \| 1 \| AC/DC \| Black Ice \| – \| \| 3. November 2008 – 4. Januar 2009 9 Wochen \| 9 \| Pink \| Funhouse \| – \| |                                          |                                          |                                                             |                           |
| ← 2007 |                                          |                                          |                                                             | → 2009 →                  |
| Zeitraum | Wo. ges.                                 | Interpret                                | Titel                                                       | Zusätzliche Informationen |
| (Zeitraum, Wochen auf Platz eins, Interpret, Titel, zusätzliche Informationen) |                                          |                                          |                                                             |                           |
| 31. Dezember 2007 – 3. Februar 2008 5 Wochen | 5                                        | Timbaland                                | Shock Value                                                 | –                         |
| 4. Februar 2008 – 10. Februar 2008 1 Woche | 1                                        | Leona Lewis                              | Spirit                                                      | –                         |
| 11. Februar 2008 – 16. März 2008 5 Wochen (insgesamt 6) | 6                                        | Jack Johnson                             | Sleep Through the Static                                    | –                         |
| 17. März 2008 – 23. März 2008 1 Woche | 1                                        | Gyroscope                                | Breed Obsession                                             | –                         |
| 24. März 2008 – 30. März 2008 1 Woche (insgesamt 6) | 6                                        | Jack Johnson                             | Sleep Through the Static                                    | –                         |
| 31. März 2008 – 6. April 2008 1 Woche | 1                                        | Cut Copy                                 | In Ghost Colours                                            | –                         |
| 7. April 2008 – 13. April 2008 1 Woche | 1                                        | Panic! at the Disco                      | Pretty. Odd.                                                | –                         |
| 14. April 2008 – 20. April 2008 1 Woche | 1                                        | k.d. lang                                | Watershed                                                   | –                         |
| 21. April 2008 – 27. April 2008 1 Woche | 1                                        | The Presets                              | Apocalypso                                                  | –                         |
| 28. April 2008 – 4. Mai 2008 1 Woche | 1                                        | Kasey Chambers & Shane Nicholson         | Rattlin’ Bones                                              | –                         |
| 5. Mai 2008 – 11. Mai 2008 1 Woche | 1                                        | Madonna                                  | Hard Candy                                                  | –                         |
| 12. Mai 2008 – 25. Mai 2008 2 Wochen | 2                                        | André Rieu & Mirusia                     | Waltzing Matilda                                            | –                         |
| 26. Mai 2008 – 1. Juni 2008 1 Woche | 1                                        | Pete Murray                              | Summer at Eureka                                            | –                         |
| 2. Juni 2008 – 15. Juni 2008 2 Wochen | 2                                        | Usher                                    | Here I Stand                                                | –                         |
| 16. Juni 2008 – 22. Juni 2008 1 Woche | 1                                        | Disturbed                                | Indestructible                                              | –                         |
| 23. Juni 2008 – 20. Juli 2008 4 Wochen | 4                                        | Coldplay                                 | Viva la Vida or Death and All His Friends                   | –                         |
| 21. Juli 2008 – 24. August 2008 5 Wochen | 5                                        | Cast of Mamma Mia!                       | Mamma Mia! The Movie Soundtrack Featuring the Songs of ABBA | –                         |
| 25. August 2008 – 31. August 2008 1 Woche | 1                                        | Sneaky Sound System                      | 2                                                           | –                         |
| 1. September 2008 – 14. September 2008 2 Wochen | 2                                        | Slipknot                                 | All Hope Is Gone                                            | –                         |
| 15. September 2008 – 21. September 2008 1 Woche | 1                                        | Miley Cyrus                              | Breakout                                                    | –                         |
| 22. September 2008 – 28. September 2008 1 Woche | 1                                        | Metallica                                | Death Magnetic                                              | –                         |
| 29. September 2008 – 26. Oktober 2008 4 Wochen (insgesamt 14) | 14                                       | Kings of Leon                            | Only by the Night                                           | –                         |
| 27. Oktober 2008 – 2. November 2008 1 Woche | 1                                        | AC/DC                                    | Black Ice                                                   | –                         |
| 3. November 2008 – 4. Januar 2009 9 Wochen | 9                                        | Pink                                     | Funhouse                                                    | –                         |

## Jahreshitparaden
| ← 2007 ← | Liste der Nummer-eins-Hits in Australien | Liste der Nummer-eins-Hits in Australien                                       | Liste der Nummer-eins-Hits in Australien | 2009 →   |
| \| Singles \| Position# \| Alben \| \| ----------------------------------------------------------------------------------------------------------------------------------------------------------------------------------------------- \| --------- \| ------------------------------------------------------------------------------ \| \| Low Flo Rida feat. T-Pain Tramar Dillard, Montay Desmond Humphrey, Faheem Najm, Korey Roberson, Howard M. Simmons \| 1 \| Only by the Night Kings of Leon \| \| So What Pink Alecia B. Moore, Max Martin, Johan Karl Schuster \| 2 \| Funhouse Pink \| \| Sweet About Me Gabriella Cilmi Miranda Eleanor de Fonbrune Cooper, Timothy Elliott Larcombe, Timothy Martin Powell, Gabriella Lucia Cilmi, Brian Thomas Higgins, Nicholas John Sutherland Coler \| 3 \| Black Ice AC/DC \| \| Bleeding Love Leona Lewis Ryan B. Tedder, Jesse McCartney \| 4 \| Viva la Vida or Death and All His Friends Coldplay \| \| Sex on Fire Kings of Leon Anthony Caleb Followill, Ivan Nathaniel Followill, Michael Jared Followill, Cameron Matthew Followill \| 5 \| Apocalypso The Presets \| \| I Kissed a Girl Katy Perry Max Martin, Lukasz Gottwald, Katy Perry, Cathy Dennis \| 6 \| Mamma Mia! The Movie Soundtrack Featuring the Songs of ABBA Cast of Mamma Mia! \| \| Just Dance Lady Gaga feat. Colby O’Donis Stefani Germanotta, Aliaune Thiam, Nadir Khayat \| 7 \| Exclusive Chris Brown \| \| No Air Jordin Sparks feat. Chris Brown James Edward Fauntleroy II, Harvey Jay Mason, Steven L. Russell, Damon E. Thomas, Erik Griggs \| 8 \| Death Magnetic Metallica \| \| I’m Yours Jason Mraz Jason Thomas Mraz \| 9 \| Good Girl Gone Bad Rihanna \| \| All Summer Long Kid Rock Edward C. King, Gary Robert Rossington, Ronnie Van Zant, Warren William Zevon, Robert T. Wachtel, Matthew L. Shafer, Robert J. Ritchie, Leroy P. Marinell \| 10 \| We Sing. We Dance. We Steal Things. Jason Mraz \| |                                          |                                                                                |                                          |          |
| ← 2007 |                                          |                                                                                |                                          | → 2009 → |
| Singles | Position#                                | Alben                                                                          |                                          |          |
| Low Flo Rida feat. T-Pain Tramar Dillard, Montay Desmond Humphrey, Faheem Najm, Korey Roberson, Howard M. Simmons | 1                                        | Only by the Night Kings of Leon                                                |                                          |          |
| So What Pink Alecia B. Moore, Max Martin, Johan Karl Schuster | 2                                        | Funhouse Pink                                                                  |                                          |          |
| Sweet About Me Gabriella Cilmi Miranda Eleanor de Fonbrune Cooper, Timothy Elliott Larcombe, Timothy Martin Powell, Gabriella Lucia Cilmi, Brian Thomas Higgins, Nicholas John Sutherland Coler | 3                                        | Black Ice AC/DC                                                                |                                          |          |
| Bleeding Love Leona Lewis Ryan B. Tedder, Jesse McCartney | 4                                        | Viva la Vida or Death and All His Friends Coldplay                             |                                          |          |
| Sex on Fire Kings of Leon Anthony Caleb Followill, Ivan Nathaniel Followill, Michael Jared Followill, Cameron Matthew Followill | 5                                        | Apocalypso The Presets                                                         |                                          |          |
| I Kissed a Girl Katy Perry Max Martin, Lukasz Gottwald, Katy Perry, Cathy Dennis | 6                                        | Mamma Mia! The Movie Soundtrack Featuring the Songs of ABBA Cast of Mamma Mia! |                                          |          |
| Just Dance Lady Gaga feat. Colby O’Donis Stefani Germanotta, Aliaune Thiam, Nadir Khayat | 7                                        | Exclusive Chris Brown                                                          |                                          |          |
| No Air Jordin Sparks feat. Chris Brown James Edward Fauntleroy II, Harvey Jay Mason, Steven L. Russell, Damon E. Thomas, Erik Griggs | 8                                        | Death Magnetic Metallica                                                       |                                          |          |
| I’m Yours Jason Mraz Jason Thomas Mraz | 9                                        | Good Girl Gone Bad Rihanna                                                     |                                          |          |
| All Summer Long Kid Rock Edward C. King, Gary Robert Rossington, Ronnie Van Zant, Warren William Zevon, Robert T. Wachtel, Matthew L. Shafer, Robert J. Ritchie, Leroy P. Marinell | 10                                       | We Sing. We Dance. We Steal Things. Jason Mraz                                 |                                          |          |